# هاینتس وورس
هاینتس وورس (به آلمانی: Heinz Wewers) بازیکن فوتبال و مدافع اهل آلمان است که از سال ۱۹۵۱ میلادی عضو تیم ملی فوتبال آلمان بوده‌است. وی در ۱۲ بازی ملی حضور داشته است و آخرین بازی ملی خود را در سال ۱۹۵۸ میلادی انجام داد. هاینتس وورس در بازی‌های ملی‌اش ۱ گل به ثمر رساند.